# Pseudomyrmex colei
Pseudomyrmex colei é uma espécie de formiga do género Pseudomyrmex, subfamilia Pseudomyrmecinae.

## História
Esta espécie foi descrita cientificamente por Enzmann em 1944.